# Rupel

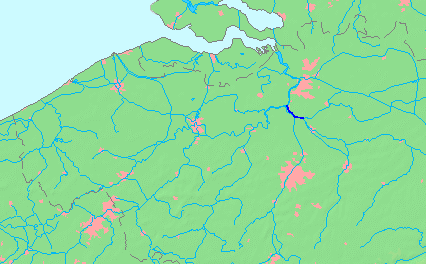
Locatie

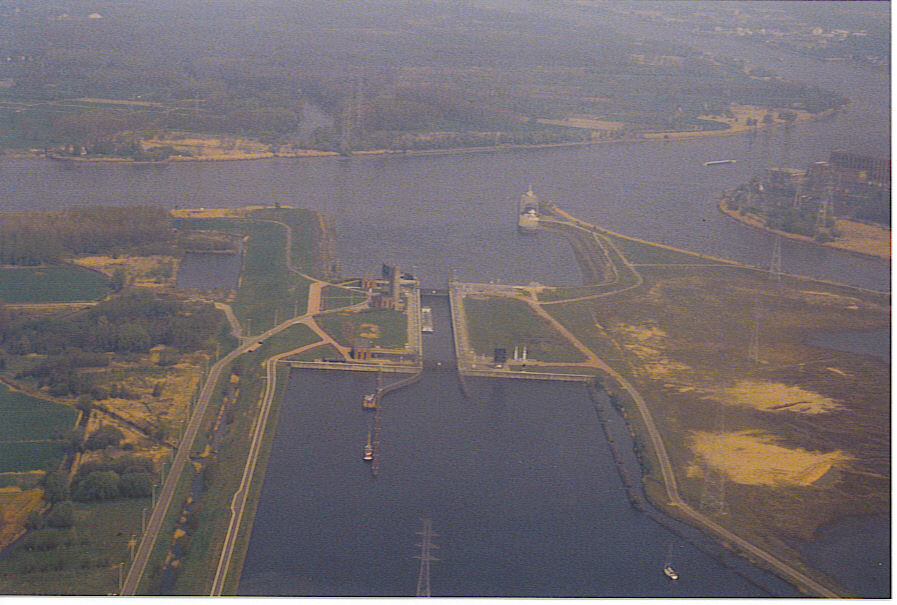
Monding van de Rupel en Kanaal Brussel-Schelde te Wintam

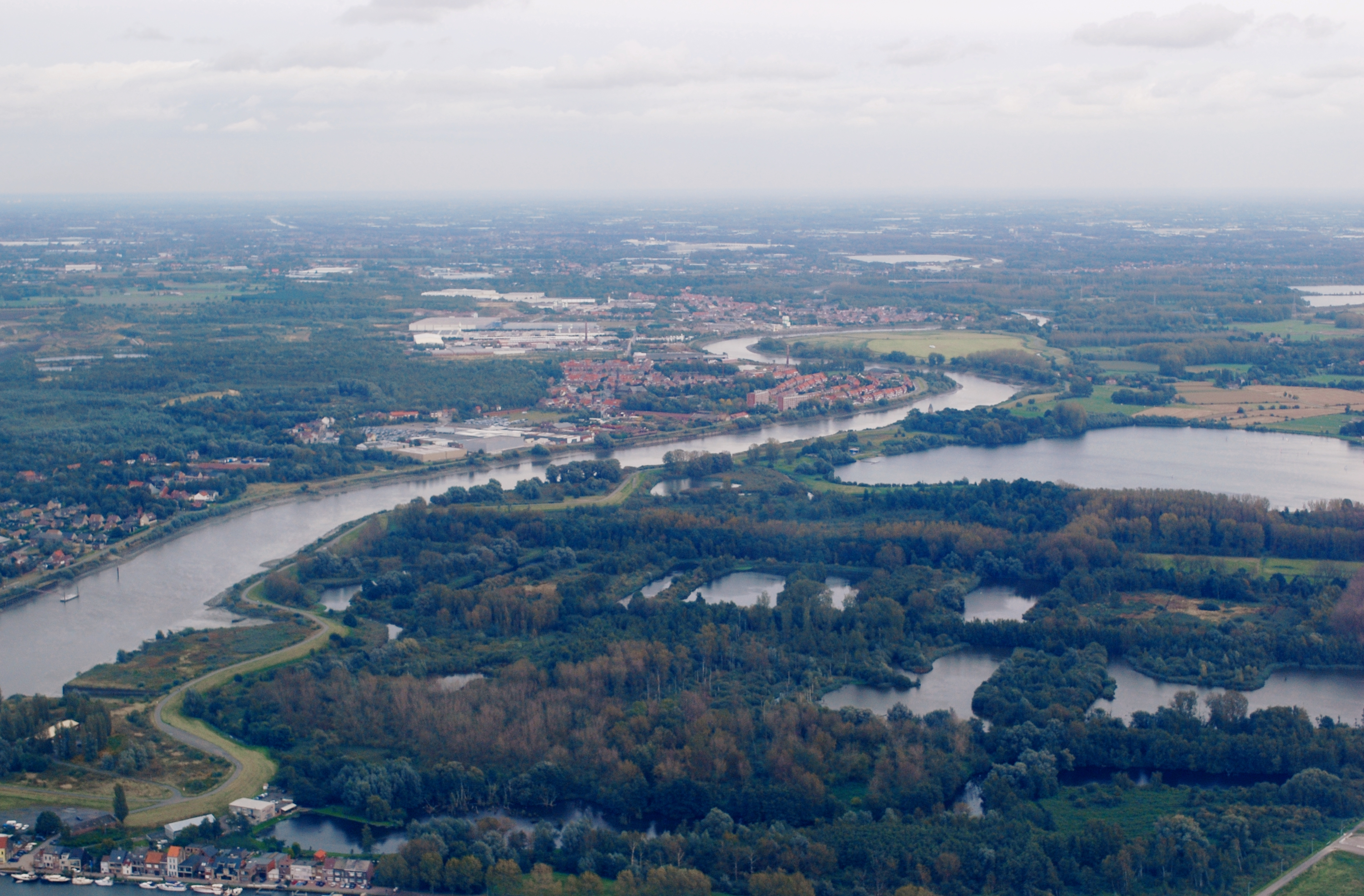
De Rupel stroomopwaarts van de kanaalsluis met in de eerste meander het dorp Terhagen (Rumst)

De Rupel is een korte, 12 km lange zijrivier van de Schelde die ter hoogte van Rumst ontstaat door de samenvloeiing van Nete en Dijle. De Rupel stroomt door de gemeenten Rumst, Boom, Niel en Schelle die samen met Hemiksem de Rupelstreek vormen, alsook nog door de gemeenten Bornem (Wintam en Eikevliet), Puurs-Sint-Amands (Ruisbroek) en Willebroek, en mondt tegenover Rupelmonde op de grens tussen Hingene en Schelle van rechts in de Schelde uit. Hij is bevaarbaar voor schepen tot 2000 ton. 

## Situering
In 1922 werd de monding van het Zeekanaal Brussel-Schelde in de Rupel verlegd van Klein-Willebroek naar de  kleinere sluis ten zuidoosten van Wintam verder stroomafwaarts. Sinds de ingebruikname van de nieuwe zeesluis van Wintam in 1997 staat het zeekanaal in directe verbinding met de Schelde waardoor het moeilijke want erg getijdegevoelige Rupeltraject vermeden wordt. Zwaar geladen vrachtschepen die van Antwerpen naar Brussel willen varen, moeten niet langer wachten op hoogtij om de Rupel te kunnen opvaren. Enkel binnenschepen die de Nete, Mechelen of Leuven via het Kanaal Leuven-Dijle willen bereiken, volgen nog de Rupel.
Even stroomopwaarts de Dijle bevindt zich het Zennegat waar de Zenne in de Dijle vloeit en waar zich ook de sluis bevindt naar het kanaal Leuven-Dijle, de "Leuvense vaart" genoemd.

## Etymologie
De naam Rupel zou teruggaan op rim- (stromend) en -pel (moeras, poel, beide Keltisch-Germaans) of volgens andere bronnen een samenvoeging zijn van ruig of ruw met het Latijnse palus, 'moeras' (Ru-peel). Vergelijk met de Nederlandse plaatsnaam 'De Peel'. De sterke getijden en/of de moerassen inspireerden tot deze naamkeuze. Nu een zoetwatergetijderivier met sterke getijdestromen, was ze in de vroege Middeleeuwen en Oudheid een brede ondiepe rivier met uitgestrekte veenrijke moerassen op de linkeroever.
Ze gaf haar naam aan de Rupelstreek, het gebied op de rechteroever, waar al sinds de Middeleeuwen een uitgebreide steenbakkerijnijverheid bestaat. Het Rupeliaan is de geologische afzetting, waaruit deze industrie haar klei haalde en dat op de rechteroever een pseudo-cuesta tot 35 meter hoog vormt.

## Sigmaplan
Om Vlaanderen te beschermen tegen overstromingen bij extreme weersomstandigheden wordt het Sigmaplan gerealiseerd. Het Sigmaplan, dat naast waterveiligheid ook inzet op natuurontwikkeling, recreatie en economie, omvat onder meer de creatie van gecontroleerd overstromingsgebieden (GOG). Aan de monding van de Rupel in de Zeeschelde werd op het grondgebied van Kruibeke, Bazel en Rupelmonde het grootste overstromingsgebied van Vlaanderen gerealiseerd: de Polders van Kruibeke. Tussen Klein-Willebroek en het Gecontroleerd overstromingsgebied (GOG) Bovenzanden (waar het getij tweemaal per dag in- en uitstroomt) zijn aan de oevers van de Rupel kribben aangelegd. Een krib is een korte stenen dam in de rivierbedding, haaks op de bedding. Een opeenvolging van kribben belet erosie van de oever, breekt de kracht van het wassende water en maakt scheepvaart mogelijk. Op het uiteinde van iedere krib staat een baken. Deze laatste zijn van belang om schepen bij hoogtij, als de kribben onder water staan, de juiste vaarweg te tonen.

## Natuurgebied
Natuurliefhebbers en vogelspotters kunnen in Wintam tussen het Zeekanaal Brussel-Schelde en de Rupel terecht op het Noordelijk Eiland (natuurgebied) en het onmiddellijk aansluitend Zuidelijk Eiland (industriegebied).
De Rupel is een Natura 2000-gebied, meer bepaald een habitatrichtlijngebied. Aan de monding in de Zeeschelde is de Rupel ingekleurd als habitat- en vogelrichtlijngebied. Dit betekent dat de rivier een belangrijk leefgebied is voor verschillende zeldzame dieren en planten en Europese bescherming geniet. Met zijn typische slikken en schorren vormt de Rupel het ideale locatie voor foerageer- en nestgebieden voor tal van water- en trekvogels. De onbegroeide slikken overstromen tweemaal per dag, de met riet en struweel begroeide schorren overstromen enkel bij springtij. Op de slikken halen eenden en steltlopers hun voedsel uit het slib en/of filteren het uit het water. In het riet komen zangvogels voor als de bosrietzanger, de kleine karekiet, de sprinkhaanzanger, de rietzanger en de rietgors. Ransuilen overwinteren in de struwelen. De blauwe reiger, de aalscholver en de fuut zijn voorbeelden van viseters die er vertoeven.

## Waterkwaliteit
Tot 2008 was de Rupel een sterk vervuilde rivier. Ze ontving via de Zenne het afvalwater van het Brussels Hoofdstedelijk Gewest. Sinds de inwerkingtreding van o.a. de rioolwaterzuiveringsinstallaties (RWZI’s) van Brussel-Noord, Boom en Lier is de waterkwaliteit van de Rupel en ook van de Zeeschelde verbeterd. Zo is na 100 jaar de meivis (fint) teruggekeerd naar de Rupel om er te paaien. Toch scoren de fysicochemische factoren van de Rupel nog steeds slecht volgens de nieuwe normering voor de bepaling van de waterkwaliteit, die kadert in de Europese Kaderrichtlijn Water. Ook de hydrobiologische waterkwaliteit scoort nog onvoldoende.